# Lacus Autumni

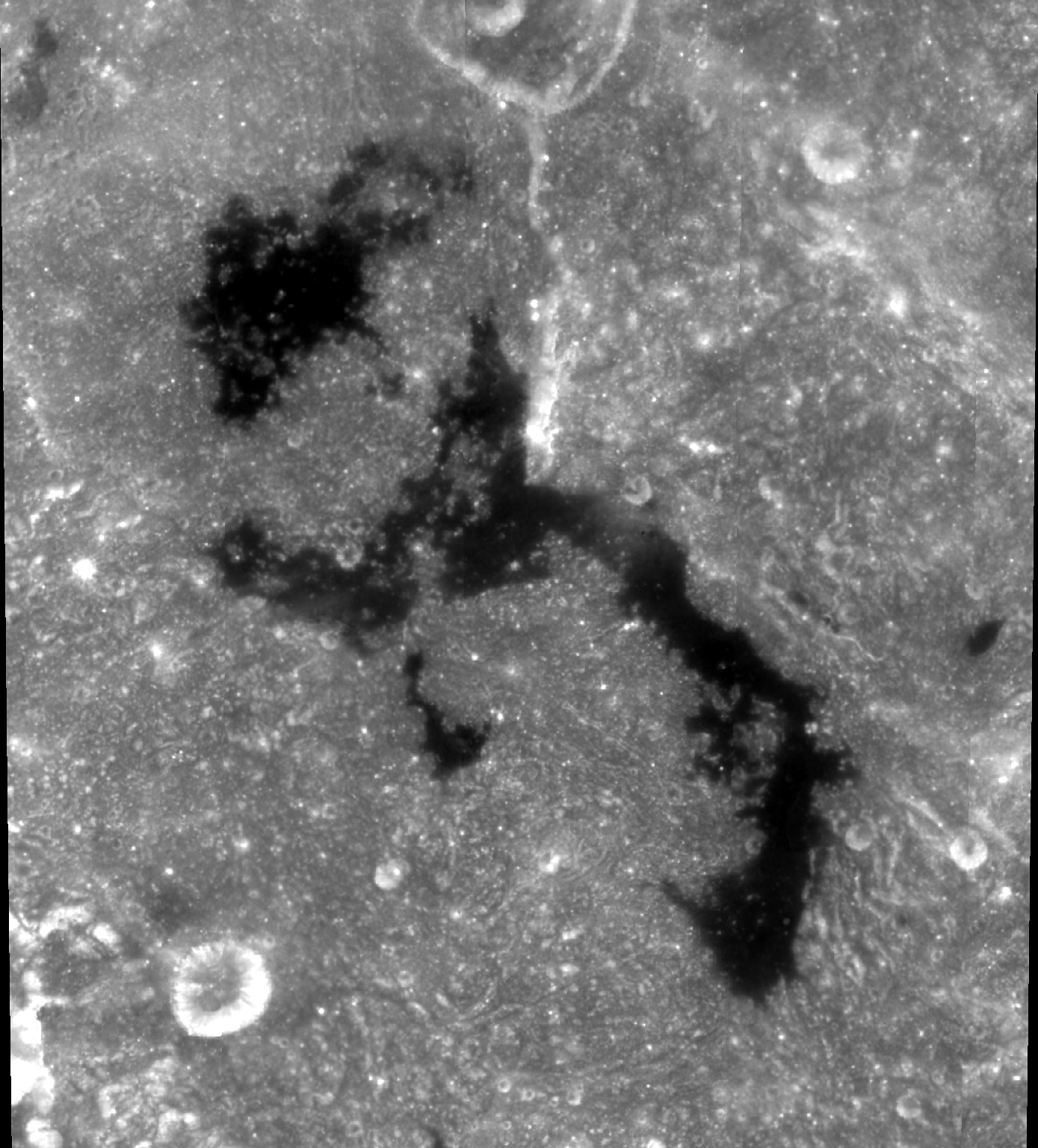
Lacus Autumni, photographie prise par la sonde orbitale Clementine

Lacus Autumni (lac de l'automne en latin) est un lac lunaire situé à l'ouest de la face visible de la Lune. Il existe le long de ce côté de la surface de la Lune un immense bassin issu d'un impact de météorite centré sur la mer orientale. Deux anneaux concentriques de montagnes entourent celle-ci, la bague intérieure Montes Rook et un anneau externe appelé Montes Cordillera. Lacus Autumni réside dans le quadrant nord-est de l'espace entre ces deux anneaux de montagne. Cependant, cette section de la surface lunaire est difficile à observer directement à partir de la Terre.
Les coordonnées sélénographiques sont −9,9, −83,9 pour un diamètre de 183 km (comparé à la Mare Orientale au diamètre de 327 km). Ce lac va du sud-est au nord-ouest, atteignant une largeur maximale de 90  à   100 km. Seules les sections centrale et sud-est du lac ont des régions à l'albédo relativement bas, typique d'une mer lunaire. Le reste correspond à l'albédo du relief environnant.
Le nom a été officiellement confirmé par l'Union astronomique internationale en 1970.